# 10-я флотилия миноносцев кригсмарине
10-я флотилия миноносцев кригсмарине (нем. 10. Torpedoboots-Flottille) — соединение военно-морского флота нацистской Германии, одна из 9 флотилий миноносцев ВМФ Германии периода Второй мировой войны.
Флотилия создана в январе 1944 года. Продолжала действовать до капитуляции Германии в мае 1945 года.

## Состав
В разное время в состав 10-й флотилии входили миноносцы T-23, T-24, T-25, T-26, T-27, T-28, T-29, T-30, T-31, T-32, T-33.

## Командиры
| Время                 | Командующий флотилией     |
| --------------------- | ------------------------- |
| январь—ноябрь 1944    | корветтен-капитан Гартцен |
| ноябрь 1944—март 1945 | корветтен-капитан Буркарт |
| март—май 1945         | капитан-лейтенант Копка   |